# Chaetocnema brunnescens
Chaetocnema brunnescens är en skalbaggsart som beskrevs av Horn 1889. Chaetocnema brunnescens ingår i släktet Chaetocnema och familjen bladbaggar. Utöver nominatformen finns också underarten C. b. brunnescens.